# Ah! La Barbe
Ah! La Barbe er en fransk stumfilm fra 1906 af Segundo de Chomón.